# گیلینو
گیلینو (به لاتین: Gilino) یک روستا در لهستان است که در گمینا بیلسک واقع شده‌است. گیلینو ۳۶۰ نفر جمعیت دارد.